# Essex (Illinois)
Essex is een plaats (village) in de Amerikaanse staat Illinois, en valt bestuurlijk gezien onder Kankakee County.

## Demografie
Bij de volkstelling in 2000 werd het aantal inwoners vastgesteld op 554. In 2006 is het aantal inwoners door het United States Census Bureau geschat op 705, een stijging van 151 (27,3%).

## Geografie
Volgens het United States Census Bureau beslaat de plaats een oppervlakte van 5,4 km², waarvan 5,3 km² land en 0,1 km² water. Essex ligt op ongeveer 180 m boven zeeniveau.

## Plaatsen in de nabije omgeving
De onderstaande figuur toont nabijgelegen plaatsen in een straal van 12 km rond Essex.